# Jean-Philippe d'Anthès
 (juin 2023).
Si vous disposez d'ouvrages ou d'articles de référence ou si vous connaissez des sites web de qualité traitant du thème abordé ici, merci de compléter l'article en donnant les références utiles à sa vérifiabilité et en les liant à la section « Notes et références ».
Jean-Philippe d'Anthès, né le 28 juillet 1699 à Oberbruck (France) et décédé le 21 décembre 1760 à Soultz-Haut-Rhin, était un financier et juge français.

## Biographie
Jean Philippe nait en 1699, fils de Jean-Henri d'Anthès et de sa femme Catherine Sitter. Il étudie le droit et la finance dans diverses universités. Il est conseiller au conseil souverain de 1725 à 1732 et quitte la banque peu après la mort de son père pour prendre la direction de l'entreprise familiale. En 1739, il rejoint la société des forges de Willer et des mines de fer de la vallée de Saint-Amarin, dont il devient rapidement le principal concessionnaire, puis fonde également la nouvelle société agricole des travaux métallurgiques du comté de Belfort en 1756.

### Famille
Jean Philippe épouse Marie-Elisabeth Demouge en 1728. De ce mariage naissent sept enfants. Il meurt en 1760.